# Jamaluddin Badr

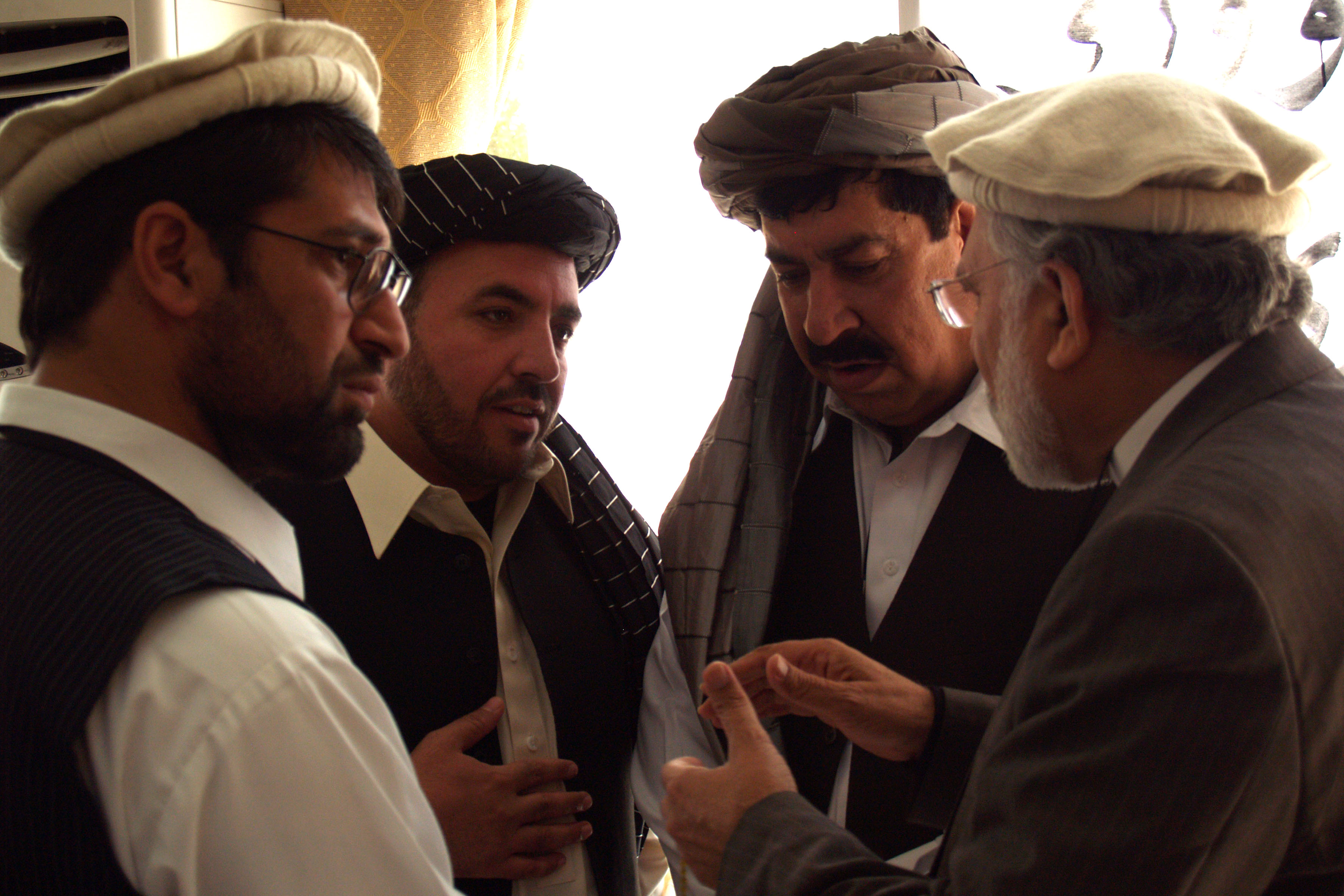
Jamaluddin Badr (ganz links) gemeinsam mit Lutfullah Maschal, Gul Agha Schersai und Fazlullah Wahidi bei der ersten regionalen Jirga am 22. Oktober 2009

Jamaluddin Badr (paschtunisch جمال الدين بدر) ist ein afghanischer Politiker. Er ist seit 27. Januar 2009 Gouverneur der Provinz Nuristan (derzeit August 2011). Er folgte in der Funktion Hazrat Din Noor nach, der bei einem Autounfall starb.
Jamaluddin Badr ist Paschtune.
Nach Angaben von offiziellen US-Regierungsvertretern wurden alle Kontakte der ISAF zu Jamaluddin Badr abgebrochen. Als Grund wurde Korruption und insbesondere das monatelange Ausbleiben der Bezahlung der örtlichen Polizei genannt.